# Multiple Maniacs
Multiple Maniacs è un film del 1970 diretto da John Waters, definito da Variety "un manifesto programmatico punk, rozzo ed elettrizzante".

## Trama
Lady Divine e il compagno David sono i proprietari di un freak show itinerante in cui drogati, omosessuali e pornografi vengono aggrediti e uccisi sotto gli occhi di un pubblico composto da casalinghe e uomini d'affari. Quando David intreccia una relazione clandestina con Bonnie, una donna conosciuta alla prima di un film sexploitation, Divine precipita nella depressione. Divine si reca poi in una chiesa deserta dove conosce Mink, una fanatica religiosa che la seduce grazie a un rosario. Investita da una serie di allucinazioni blasfeme, Divine uccide i due amanti con l'aiuto di Mink e viene poi stuprata da un'aragosta gigantesca. Devastata dall'esperienza, la donna perde ogni controllo e viene abbattuta dalla Guardia Nazionale.